# Pałac w Sulisławiu
Pałac w Sulisławiu – zabytkowy pałac  we wsi Sulisławiu.
Do wojewódzkiego rejestru zabytków wpisany jest:
- zespół pałacowy, 2 poł. XIX:
  - pałac wybudowany na początku XIX w. w stylu neogotyckim, nr rej.: A-2025 z 2.05.1977
  - park, nr rej.: A-76/83 z 1.08.1983

## Historia
Istnienie zamku i majątku rycerskiego sięga średniowiecza i ma powiązania z zakonem templariuszy. Początki pałacu sięgają XVII stulecia (1688). Jednym z prominentnych właścicieli tego obiektu był cesarz Wilhelm I. W 1888 właścicielem Sulisławia został Hans Karl Hrabia von Schaffgotsch, syn właściciela pałacu w Kopicach. Przebudował on pałac w stylu neogotyckim. Od 1909 pałac był dzierżawiony przez Henryka (Harry'ego, ur.1854), a w 1915 został sprzedany hrabiemu Johannesowi von Franken-Sierstorpff (1858-1917), właścicielowi fideikomisu  Jędrzejów. Po II wojnie światowej pałac przejęła administracja państwowa. Często zmieniający się zarządcy doprowadzili do licznych zniszczeń. Od 1966 pałac był opuszczony. W 1978 przejęło go MSW. Obecnie własność Jerzego Bary.

## Opis
Nad wejściem dwa kartusze z herbami: właściciela von Francken-Sierstorpff (L).

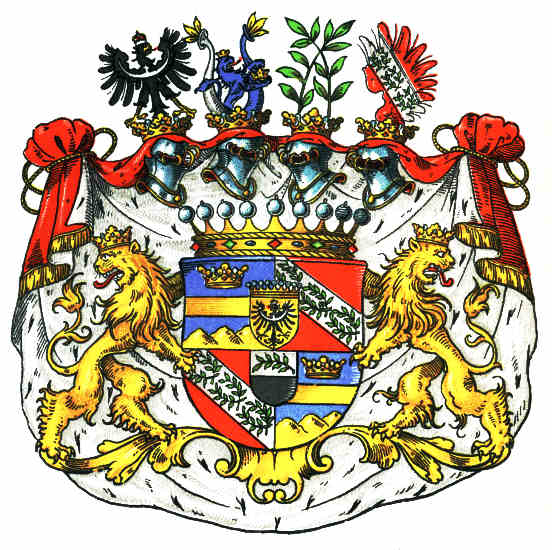
Herb v. Francken-Sierstorpff
Herb Bar (odmiana)

## Obecnie
Od 2000 roku nieużywany pałac znów zaczął niszczeć. W 2006 roku pałac, folwark oraz park zakupiło Towarzystwo Inwestycyjne BTA, deweloper z Warszawy. Pałac został odrestaurowany i otwarty w 2012 roku. Obecnie mieści się tam pięciogwiazdkowy hotel i spa oraz restauracja. W 2014 roku otwarto odrestaurowany folwark, gdzie również mieści się hotel i restauracja. Hotel "Pałac Sulisław" należy do organizacji Hotele Historyczne w Polsce. W pałacu znajduje się również Centrum Jogi i Ajurwedy.

## Literatura
- A. Kuzio-Podrucki, Schaffgotschowie. Dzieje wielkiego rodu z Europy Środkowej, Katowice 2024, ISBN 978-8367152-61-7

- A. Kuzio-Podrucki, Schaffgotschowie. Zmienne losy śląskiej arystokracji, Bytom 2007, ISBN 978-83-923733-1-5 o przedwojennych właścicielach pałacu
- Śląska szlachta i arystokracja informacja o książce
- Historia pałacu na stronie Hotel SPA - Pałac Sulisław. sulislaw.pl. [zarchiwizowane z tego adresu (2014-05-28)].